# حسام‌الدین غشه
حسام‌الدین غشه (انگلیسی: Houssam Ghacha؛ زادهٔ ۲۲ اکتبر ۱۹۹۵) بازیکن فوتبال اهل الجزایر است.
وی همچنین در تیم ملی فوتبال الجزایر بازی کرده‌است.